# Zhong Ding
Zhong Ding (仲丁),  nome personale Zi Zhuang (子庄) (fl. XVI secolo a.C.) fu un re della Cina della Dinastia Shang.
Nello Shiji (Memorie di uno storico) viene indicato da Sima Qian come il decimo sovrano Shang, succeduto al padre Tai Wu (太戊). Salì sul trono nell'anno dello Xinchou (辛丑) stabilendo Bo (亳) (nell'attuale Shandong) come sua capitale, che però venne spostata poco dopa ad Ao (隞) (attuale Xingyang). Regnò per 11 anni (altre fonti dicono 9 anni) prima della sua morte. Gli fu assegnato il nome postumo di Zhong Ding e gli successe il fratello Wai Ren (外壬).
Alcune incisioni oracolari su osso rinvenuti a Yin Xu, invece, lo indicano come il nono sovrano Shang, succeduto allo zio Yong Ji (卜丙), assumendo come nome postumo Sanzu Ding (三祖丁) e che avrebbe avuto come successore, il fratello Wai Ren.